# Incidente aereo di Felixstowe
L'incidente aereo di Felixstowe avvenne l'11 agosto 1919 nei pressi dell'omonima città, situata nel sud-est britannico.

## Contesto
Il tutto si svolse nel 1919. In quell'anno gli animi delle persone si stavano riprendendo dalla fine della prima guerra mondiale dell'anno precedente. Sempre in quei tempi, la RAF (Royal Air Force) veniva fortemente acclamata dalla popolazione britannica per l'ottima riuscita in guerra dell'Inghilterra sotto nel punto di vista aeronautica. Infatti la RAF era in possesso di aeromobili di nuova generazione per l'epoca, e continuava pienamente ad addestrare piloti e nuove reclute nei loro aerodromi. Uno di questi aeroporti era proprio quello di Felixstowe, una città portuale che si trovava nella costa sud-est britannica. L'aeroporto in questione oggi non è più esistente.

### L'aereo
L'aeromobile coinvolto nell'incidente era un Felixstowe F.4 Fury, un idrovolante triplano e avente 5 Rolls-Royce Eagle VIII. L'aereo era stato consegnato da poco tempo alla RAF, l'11 novembre 1918. Venne utilizzato in guerra per voli di ricognizione e trasporto merci.

## L'incidente
L'incidente avvenne la mattina di lunedì 11 agosto 1919 a Felixstowe. L'aeromobile, che in quei giorni era sottoposto a test tecnici per il volo, venne fatto decollare dall'ex campo volo di Felixstowe, chiamato Felixstowe RNAS. L'aereo, durante la prima fase di salita (ICL Inital Climb), inizio improvvisamente a scendere subito dopo il decollo e in pochi secondi si schiantò nelle acque del porto. Nell'aereo erano presenti 7 membri dell'equipaggio: tra di essi si contò una vittima

## Conclusione
Subito dopo l'incidente, la RAF venne chiamata in appello dalla città di Felixstowe per mancanza di manutenzione al velivolo. La causa dell'incidente fu probabilmente un imprevisto guasto tecnico nell'aereo.